# Лаврентий (митрополит Казанский)
Митропролит Лаврентий II (в схиме Левкий; ум. 11 ноября 1672) — епископ Русской православной церкви, митрополит Казанский и Свияжский (1657—1672), архиепископ Тверской и Старицкий (1655—1657).

## Биография

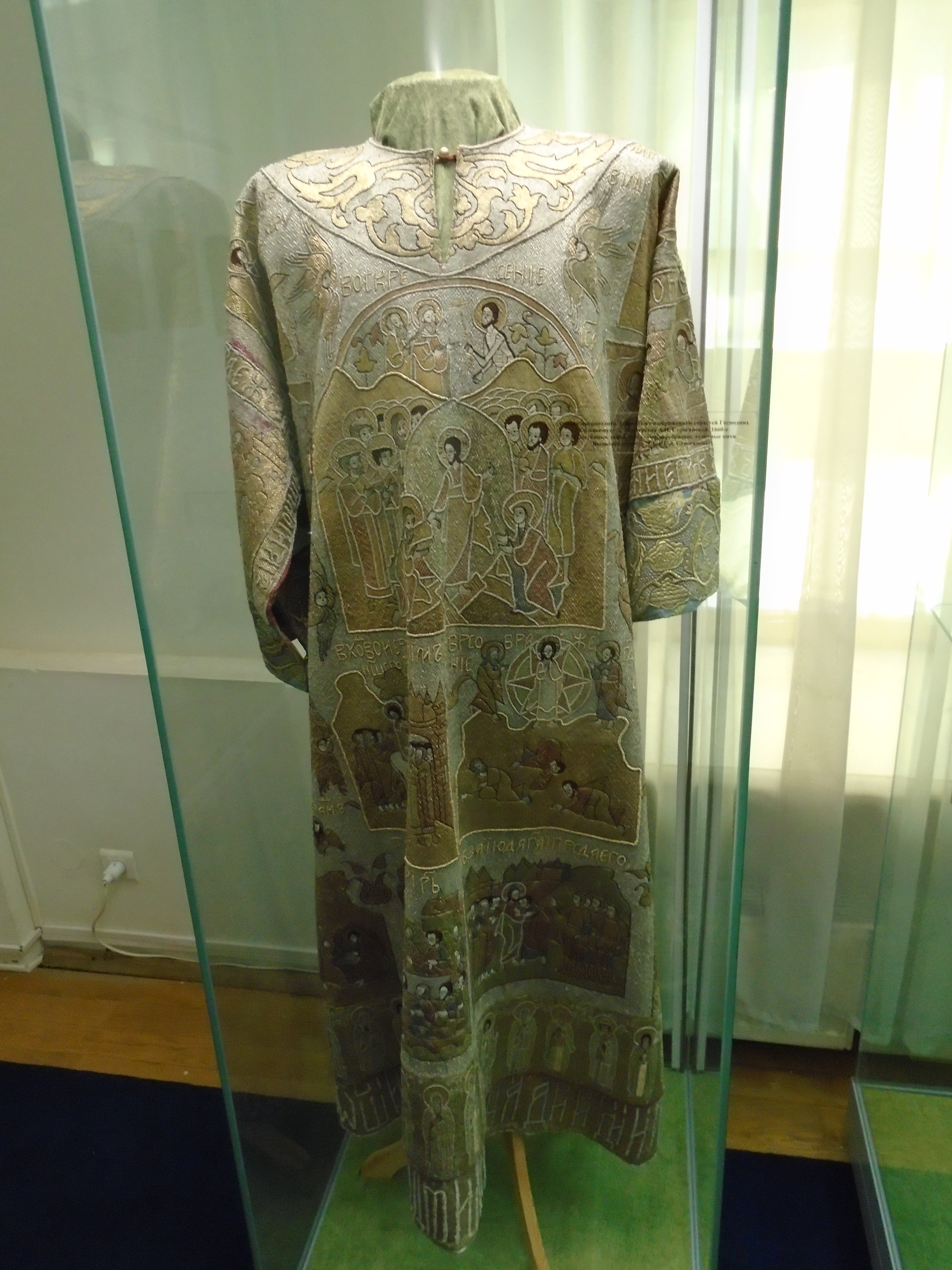
Саккос митрополита Лаврентия

Постриженик Николо-Вяжищского монастыря близ Новгорода, в который впоследствии внёс ряд ценных вкладов «в вечный поминок».
Своей карьерой Лаврентий был обязан патриарху Никону. Известно, что в 1652 или 1653 году, в начале правления Никона, Лаврентий стал патриаршим ризничим.
В 1654 году переносил мощи св. Иакова Боровичского в Иверский монастырь.
6 апреля 1654 года отец Лаврентий рукоположен в епископа Тверского, а в 1655 году возведён в сан архиепископа. 2 июня 1656 года присутствовал на соборе по вопросу об исправлении церковных книг. 16 декабря 1656 года участвовал в освящении каменного Успенского собора Иверского монастыря, которое возглавил патриарх Никон.
26 июля 1657 года был переведён на Казанскую кафедру с возведением в сан митрополита. Прибыл в Казань 3 января 1658 года. С благословения патриарха первым носил белый клобук и саккос с колокольцами и осенял дикирием и трикирием.
В 1666 году присутствовал на соборе по делам раскольников и в декабре того же года участвовал в соборе, осудившем патриарха Никона. В 1667 году участвовал в соборе о церковных учреждениях.
Увеличил число братии в Раифской Богородицкой пустыни и на собственные средства соорудил там три церкви.
Особенно почитал Смоленскую икону Пресвятой Богородицы, которая находилась в Седмиозерной пустыни. Он сам «красными ногами» (Ис. 52, 7) ходил в эту обитель воздать благоговейное поклонение святыне. Совершил там всенощное бдение и литургию и узаконил принесение святой иконы в Казань ежегодно 25 июня навеки неизменно, в благодарную память избавления от моровой язвы. Он же приказал составить для душевной пользы всех описание начала Седмиозерного монастыря и чудес от образа Пресвятой Владычицы Богородицы Смоленской.
Скончался 11 ноября 1672 года. Погребён в Казанском кафедральном соборе, в склепе под главным алтарём.

## Сочинения
- Канон на перенесение мощей св. Гурия.
- Канон и стихиры св. Герману.
- Житие св. Германа.